# 秃小耳柃
秃小耳柃（学名：Eurya disticha）为山茶科柃木属下的一个种。

## 扩展阅读
- 維基物種上的相關：秃小耳柃